# Kranjci (Čabar)
Pour les articles homonymes, voir Kranjci.
Kranjci est une localité de Croatie située dans la municipalité de Čabar, dans le comitat de Primorje-Gorski Kotar. En 2001, la localité comptait 10 habitants.

## Démographie
| 1948 | 1953 | 1961 | 1971 | 1981 | 1991 | 2001 |
| ---- | ---- | ---- | ---- | ---- | ---- | ---- |
| 37   | 56   | 59   | 42   | 38   | 21   | 10   |